# Manuel Pestana Filho
Manuel Pestana Filho (* 27. April 1928 in Santos; † 8. Januar 2011 ebenda), auch Manoel Pestana Filho geschrieben, war ein römisch-katholischer Geistlicher und Bischof von Anápolis.

## Leben
Manuel Pestana Filho studierte von 1946 bis 1948 Philosophie am Priesterseminar in Ipiranga, São Paulo, und von 1949 bis 1953 Theologie an der Päpstlichen Universität Gregoriana in Rom. Er empfing am 5. Oktober 1952 in Rom die Priesterweihe. 
Von 1953 bis 1959 war er Kaplan von St. Vincent Martyr in Santos. Er war Professor (1955–1971) und Direktor (1960–1971) der Fakultät für Philosophie, Wissenschaften und Literatur von Santos und Professor (1972–1978) und Direktor des EGKS (1974–1978) der Katholischen Universität Petrópolis sowie Professor (1974–1978) der Philosophie-Kurse im Kloster Sao Bento, Rio de Janeiro.
Papst Johannes Paul II. ernannt ihn 1978 zum Bischof von Anápolis. Die Bischofsweihe spendete ihm am 18. Februar 1979 in Santos Erzbischof Carmine Rocco, Apostolischer Nuntius in Brasilien; Mitkonsekratoren waren David Picão, Bischof von Santos, und Manoel Pedro da Cunha Cintra, Bischof von Petrópolis. Sein Wahlspruch war „In Te Projectus“.
Pestana Filho lehrte zudem am Diözesanseminar und an der Hochschule des Engelwerkes, dem Institutum Sapientiæ im Kloster der Regularkanoniker vom Heiligen Kreuz, sowie als Professor an der Philosophischen Fakultät des Erzengels Michael in Anápolis und am Katholischen Institut für Theologie Thomas von Aquin in Anápolis. 
Papst Johannes Paul II. gab 2004 seinem altersbedingten Rücktrittsgesuch statt.